# Kladeruby (Vsetíni járás)
Kladeruby település Csehországban, Vsetíni járásban. Kladeruby Kelč, Choryně, Branky, Hustopeče nad Bečvou, Police és Poličná településekkel határos. Lakosainak száma 477 fő (2024. január 1.).

## Népesség
A település lakosságának változását az alábbi diagram mutatja:
| Lakosok száma | 501  | 491  | 507  | 489  | 492  | 429  | 413  | 432  | 451  | 477  |
|               | 1869 | 1900 | 1921 | 1961 | 1980 | 2011 | 2016 | 2019 | 2021 | 2024 |